# 26642 Schlenoff
26642 Schlenoff è un asteroide della fascia principale. Scoperto nel 2000, presenta un'orbita caratterizzata da un semiasse maggiore pari a 2,9254844 UA e da un'eccentricità di 0,0428866, inclinata di 2,79546° rispetto all'eclittica.